# 额敏镇
额敏镇，是中华人民共和国新疆维吾尔自治区塔城地区额敏县下辖的一个乡镇级行政单位。

## 行政区划
额敏镇下辖以下地区：
阿尔夏特路社区、塔城路社区、上户路社区、红花路社区、中心路社区、阿格勒克路社区、桥西社区、桥东社区、朝阳新村社区、西郊社区、塔斯尔海村和桥南村。